# Margaret Prosser, Baroness Prosser

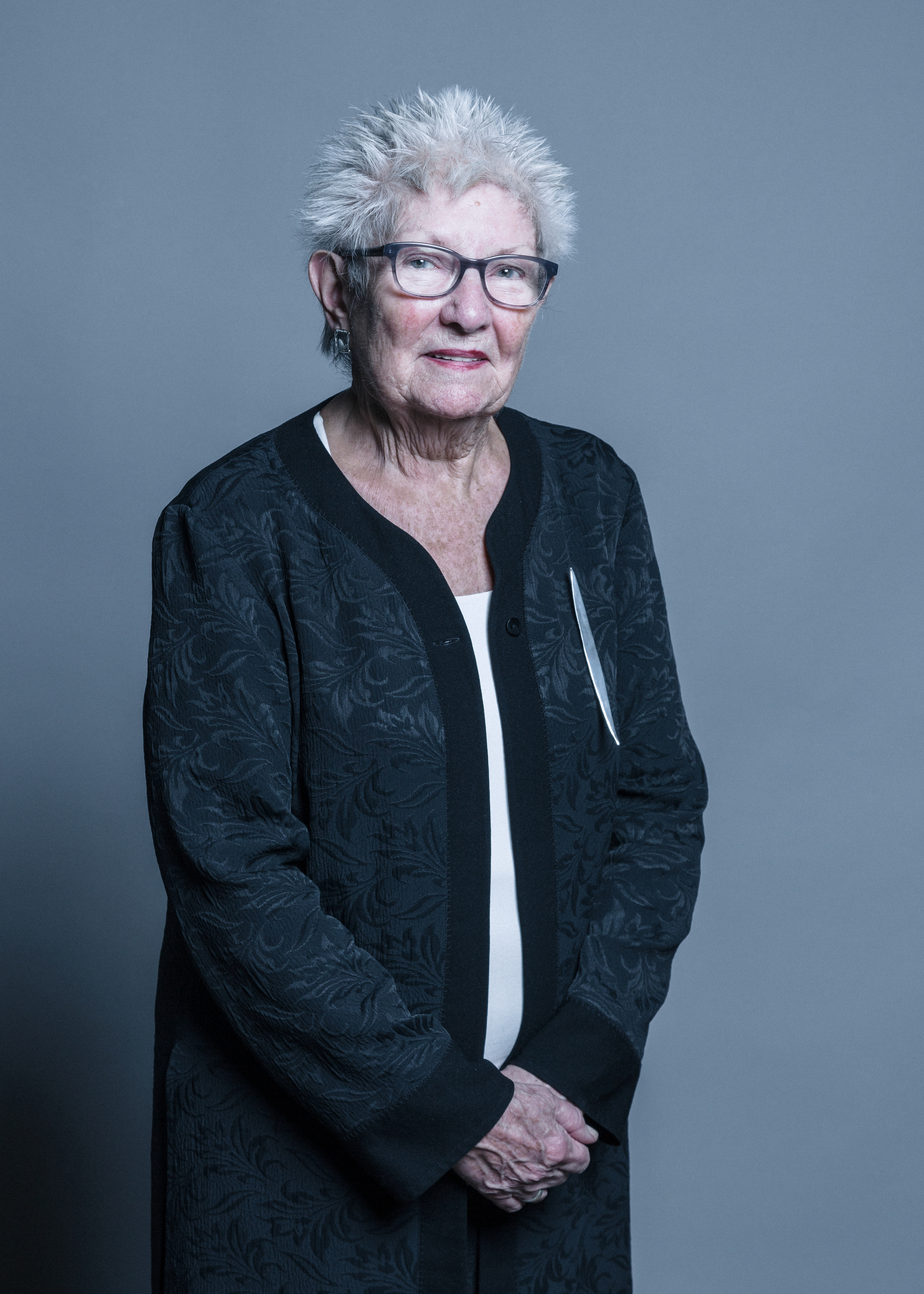
Margaret Prosser, Baroness Prosser

Margaret Theresa Prosser, Baroness Prosser OBE (* 22. August 1937 in London, England) ist eine britische Gewerkschaftsfunktionärin und Politikerin der Labour Party.

## Leben
Margaret Theresa Prosser wurde im Londoner Stadtteil Battersea im Stadtbezirk London Borough of Wandsworth, South London, als Tochter von Frederick James und Lillian James (geb. Barry), geboren. Sie besuchte die St Boniface Primary School in der Undine Street im Stadtteil Tooting und die St Philomena’s School in Carshalton.
Sie studierte als Spätstudierende am North East London Polytechnic, wo sie 1977 ein Post-Graduierten-Diplom im Studiengang „Advice and Information Studies“ erwarb.
In den frühen 1970er Jahren wurde Prosser in der Labour Party aktiv und begann ihre Karriere als Gewerkschaftsfunktionärin.
1974 begann sie ihre Berufslaufbahn bei der Transport and General Workers’ Union (TGWU), einer der größten Gewerkschaften in Großbritannien. Sie war zunächst von 1974 bis 1977 Leiterin (Organiser) der Beratungsstelle im Rahmen eines vom Home Office finanzierten Projekts zur Förderung der kommunalen Entwicklung (Community Development Project). Von 1977 bis 1983 war sie als Beraterin und Sachbearbeiterin (Law Centre Advisor) in der Rechtsberatungsstelle der Gewerkschaft tätig. Für die TGWU übte Prosser in den folgenden Jahren weitere Funktionen aus. Sie war tätig als „District Organiser“ (1983–1984), als „National Woman's Secretary“ (1984–1992), als „National Organiser“ (1992–1998) und schließlich von 1998 bis 2002 als stellvertretende Generalsekretärin (Deputy General Secretary). 2002 ging sie bei der TGWU in den Ruhestand.
1995/1996 war sie Präsidentin des Trades Union Congress (TUC). Von 1996 bis 2001 war sie Schatzmeisterin der Labour Party.
Prosser war Mitglied der Equal Opportunities Commission (1985–1992), des Employment Appeal Tribunal (1995–2007), des Central Arbitration Committee (2000–2002) und der Low Pay Commission (2000–2005) sowie. Sie war weiters Vorsitzende der Women’s National Commission (2002–2007). Seit 2006 ist sie stellvertretende Vorsitzende (Deputy Chair) der Equality and Human Rights Commission (EHRC).
Von 2004 bis 2010 war sie außerdem Non-Executive-Director des nationalen Postdienstes Royal Mail.
2012 veröffentlichte sie ihre Autobiografie Your Seat is at the End, die sie gemeinsam mit Greg Watts verfasst hatte; das Vorwort schrieb Tony Blair.

## Mitgliedschaft im House of Lords
Am 11. Juni 2004 wurde Prosser zum Life Peer ernannt. Sie trägt den Titel Baroness Prosser, of Battersea in the London Borough of Wandsworth. Im House of Lords sitzt sie für die Labour Party.
Am 29. November 2004 hielt sie ihre Antrittsrede.
Zu den politischen Interessengebieten Prossers gehören das Arbeitsrecht, die Lohnpolitik,  insbesondere die Lohngleichheit für Mann und Frau, sowie Gleichberechtigung und Gleichstellung in der Gesellschaft. Ihr besonderes Interesse gilt den Ländern des Mittleren Ostens und den USA.

## Ehrungen
1997 wurde Prosser zum Officer des Order of the British Empire ernannt.
2007 wurde sie mit Ehrendoktortitel der London Metropolitan University ausgezeichnet. Sie erhielt den Titel Doktor der Philosophie, in Anerkennung ihrer Verdienste im Kampf gegen die Diskriminierung von Frauen, Schwarzen und sonstigen ethnischen Minderheiten.

## Privates
Zu ihren Hobbys zählt Prosser Spazierengehen und Kochen.